# Lista de prefeitos de Tombos
Esta é a lista de prefeitos e vice-prefeitos do município de Tombos, estado brasileiro de Minas Gerais.
| Nº | Nome                                         | Imagem                             | Partido                                          | Vice-prefeito                                                                                   | Início do mandato      | Fim do mandato                  | Observações             |
| 1  | Manoel Martins Quintão                       |                                    | Partido Republicano Mineiro PRM                  | —                                                                                               | 1924                   | 1930                            | Primeiro Prefeito       |
| 2  | Dario de Campos Barros                       |                                    | Partido Progressista PP                          | —                                                                                               | 1931                   | 1937                            |                         |
| —  | Caetano Anacreto Dias Torres                 |                                    | Partido Progressista PP                          | —                                                                                               | 23 de março de 1931    | 2 de maio de 1931               | Prefeito nomeado        |
| —  | Otávio Rodrigues Alves                       |                                    | Partido Progressista PP                          | —                                                                                               | 16/02/1931             | 4 de janeiro de 1932            | Prefeito nomeado        |
| 3  | Francisco Ignácio Borba                      |                                    | Partido Liberal PL                               | —                                                                                               | 1937                   | 1945                            |                         |
| —  | Orlindo Soares Quintão                       |                                    | Partido Social Democrático PSD                   | —                                                                                               | 1946                   | 11 de março de 1947             | Prefeito nomeado        |
| —  | Alfredo Vargas Corrêa                        |                                    | Partido Social Democrático PSD                   | —                                                                                               | 12 de março de 1947    | 18 de dezembro de 1947          | Prefeito nomeado        |
| 4  | Sebastião Rocha                              |                                    | União Democrática Nacional UDN                   |                                                                                                 | 19 de dezembro de 1947 | 1950                            | Prefeito eleito         |
| 5  | Glycério Dias Soares                         |                                    | Partido Social Democrático PSD                   |                                                                                                 | 1951                   | 1954                            | Prefeito eleito         |
| 6  | Orlindo Soares Quintão                       |                                    | Partido Social Democrático PSD                   |                                                                                                 | 1955                   | 1958                            | Prefeito eleito         |
| 7  | Léviro de Oliveira Pieruccetti               |                                    | União Democrática Nacional UDN                   |                                                                                                 | 1959                   | 1962                            | Prefeito eleito         |
| 8  | Sebastião Rodrigues de Souza                 |                                    | União Democrática Nacional UDN                   |                                                                                                 | 1963                   | 1966                            | Prefeito eleito         |
| 9  | Alexandre Henriques de Almeida, Didi Almeida |                                    | Aliança Renovadora Nacional ARENA                |                                                                                                 | 1967                   | 1970                            | Prefeito eleito         |
| 10 | Antônio Guimarães de Almeida                 |                                    | Aliança Renovadora Nacional ARENA                |                                                                                                 | 1971                   | 1972                            | Prefeito eleito         |
| 11 | Alexandre Henriques de Almeida, Didi Almeida |                                    | Aliança Renovadora Nacional ARENA                |                                                                                                 | 1973                   | 1976                            | Prefeito eleito         |
| 12 | Antônio Guimarães de Almeida                 |                                    | Aliança Renovadora Nacional ARENA                |                                                                                                 | 1977                   | 1982                            | Prefeito eleito         |
| 13 | Marco Aurélio M. de Barros Guimarães         |                                    | Partido Democrático Social PDS                   |                                                                                                 | 1983                   | 31 de dezembro de 1988          | Prefeito eleito         |
| 14 | Oscar José Bastos, Calica                    |                                    | Partido da Frente Liberal PFL                    |                                                                                                 | 1° de janeiro de 1989  | 31 de dezembro de 1992          | Prefeito eleito         |
| 15 | Marco Aurélio M. de Barros Guimarães         |                                    | Partido da Frente Liberal PFL                    |                                                                                                 | 1° de janeiro de 1993  | 31 de dezembro de 1996          | Prefeito eleito         |
| 16 | Ivan Carlos de Andrade                       |                                    | Partido dos Trabalhadores PT                     | Ilza Penha Romero, Tia Penha (PT)                                                               | 1° de janeiro de 1997  | 31 de dezembro de 2000          | Prefeito e vice eleitos |
| 17 | Mateus Pereira Junior                        |                                    | Partido do Movimento Democrático Brasileiro PMDB | Oscar José Bastos, Calica (PFL)                                                                 | 1° de janeiro de 2001  | 31 de dezembro de 2004          | Prefeito e vice eleitos |
| 18 | Ivan Carlos de Andrade                       |                                    | Partido dos Trabalhadores PT                     | Francisco de Assis Nunes, China (PSDB)                                                          | 1° de janeiro de 2005  | 31 de dezembro de 2008          | Prefeito e vice eleitos |
| 18 | Ivan Carlos de Andrade                       | Mateus Pereira Junior (PMDB)       | Partido dos Trabalhadores PT                     | 1° de janeiro de 2009                                                                           | 31 de dezembro de 2012 | Prefeito reeleito e vice eleito |                         |
| 19 | Oscar José Bastos, Calica                    |                                    | Democratas DEM                                   | Jorge Rodrigues da Silva (PTB)                                                                  | 1° de janeiro de 2013  | 31 de dezembro de 2016          | Prefeito e vice eleitos |
| 20 | Luciene Teixeira de Moraes, Russa            |                                    | Partido Social Democrático PSD                   | Onofre Camilo Perusso (DEM)                                                                     | 1° de janeiro de 2017  | 31 de dezembro de 2020          | Prefeita e vice eleitos |
| 21 | Tiago Pedrosa Lazzaroni Dalpério             |                                    | Partido Progressista PP                          | Oscar José Bastos, Calica (DEM) - falecido em 02 de outubro de 2021, permanecendo o cargo vago. | 1º de janeiro de 2021  | 31 de dezembro de 2024          | Prefeito e vice eleitos |
| 21 | Tiago Pedrosa Lazzaroni Dalpério             | Marcelo da SIlva Cherigate (União) | Partido Progressista PP                          | 1º de janeiro de 2025                                                                           | Em exercício           | Prefeito e vice eleitos         |                         |

Mandatos por partido:
| Partido               | Nº de mandatos |
| --------------------- | -------------- |
| PDS / ARENA           | 5              |
| PSD (1945-1965)       | 4              |
| PP                    | 4              |
| DEM / PFL             | 3              |
| UDN                   | 3              |
| PT                    | 3              |
| PRM                   | 1              |
| PL                    | 1              |
| PMDB                  | 1              |
| PSD (2011-atualidade) | 1              |